# Mason Finley
Mason Finley (ur. 7 października 1990 w Kansas City, w stanie Missouri) – amerykański lekkoatleta specjalizujący się w rzucie dyskiem oraz pchnięciu kulą. Brązowy medalista mistrzostw świata w rzucie dyskiem (2017).

## Osiągnięcia
| Rok  | Impreza                              | Miejsce        | Konkurencja            | Lokata            | Wynik |
| ---- | ------------------------------------ | -------------- | ---------------------- | ----------------- | ----- |
| 2009 | Mistrzostwa panamerykańskie juniorów | Port-of-Spain  | pchnięcie kulą (6 kg)  | 1. miejsce        | 20,36 |
| 2009 | Mistrzostwa panamerykańskie juniorów | Port-of-Spain  | rzut dyskiem (1,75 kg) | 1. miejsce        | 65,34 |
| 2010 | Młodzieżowe mistrzostwa NACAC        | Miramar        | rzut dyskiem           | 1. miejsce        | 59,59 |
| 2011 | Uniwersjada                          | Shenzhen       | pchnięcie kulą         | 3. miejsce        | 19,72 |
| 2012 | Młodzieżowe mistrzostwa NACAC        | Irapuato       | rzut dyskiem           | 2. miejsce        | 59,00 |
| 2016 | Igrzyska olimpijskie                 | Rio de Janeiro | rzut dyskiem           | 11. miejsce       | 62,05 |
| 2017 | Mistrzostwa świata                   | Londyn         | rzut dyskiem           | 3. miejsce        | 68,03 |
| 2019 | Mistrzostwa świata                   | Doha           | rzut dyskiem           | el. – 13. miejsce | 63,22 |
| 2021 | Igrzyska olimpijskie                 | Tokio          | rzut dyskiem           | el. – 23. miejsce | 60,34 |

## Rekordy życiowe
- rzut dyskiem (2 kg) – 68,03 m (2017)
- rzut dyskiem (1,75 kg) – 65,34 m (2009) – rekord Ameryki Północnej w kategorii juniorów
- rzut dyskiem (1,62 kg) – 72,09 m (2009)
- pchnięcie kulą (hala, 7,26 kg) – 20,71 m (2010)
- pchnięcie kulą (5,44 kg) – 21,86 m (2009)